# Gruppo corona
     = Nodo basale
     = Nodo terminale
     = Gruppo totale
     = Gruppo corona
     = Gruppo stelo

Raffigurazione schematica di due distinti crown group (in rosso) connessi da un antenato comune (cerchio nero)
Nodo basale
Nodo terminale
Gruppo totale
Gruppo corona
Gruppo stelo

In filogenetica, un gruppo corona (in inglese crown group) è un clado delimitato dai suoi membri ancora viventi e dal loro ultimo antenato comune. In altre parole, il gruppo corona comprende il più antico antenato comune di due linee ancora viventi e tutti i suoi discendenti, siano essi viventi o no.
Un gruppo stelo (in inglese stem group) comprende invece quei taxa che, pur essendo più vicini al gruppo corona che a qualsiasi altro taxa, non hanno membri attualmente viventi. Da ciò deriva che un gruppo stelo, per definizione, è composto solo da organismi estinti ed è inoltre un raggruppamento parafiletico, giacché comprende solo parte dei discendenti di quell'antenato comune.
L'insieme di gruppo corona e gruppo stelo forma il gruppo totale (in inglese total group o pan group).
Il concetto fu sviluppato nel 1969 da Willi Hennig, l'ideatore della sistematica filogenetica o cladistica, come strumento di classificazione degli organismi viventi in rapporto ai loro parenti estinti, mentre la terminologia "crown" and "stem" fu coniata successivamente da R.P.S. Jefferies nel 1979.

## Crown group
Secondo la suddetta definizione, il crown group comprende l'ultimo antenato comune di due linee ancora viventi e tutti i suoi discendenti, siano essi viventi o no. Non è pertanto necessario che una specie abbia dei discendenti viventi per essere inclusa nel crown group. I rami laterali estinti dell'albero filogenetico, che discendono dal più recente antenato comune dei membri viventi, fanno anch'essi parte del crown group.
Per esempio, se consideriamo il gruppo corona degli uccelli (crown-birds), cioè il gruppo composto da tutti gli uccelli viventi sino al loro ultimo antenato comune, alcuni rami collaterali estinti come il dodo o l'alca impenne sono a tutti gli effetti discendenti dell'ultimo antenato comune, e quindi ricadono all'interno del crown group. 
Tale concetto è illustrato nel seguente cladogramma:
|  | †Archaeopteryx |
|  | |
|  | \| \| altri taxa estinti \| \| \| \| \| \| Neornithes (tutti gli uccelli viventi, ma anche specie estinte come il dodo) \| \| \| \| |
|  | |
|  | altri taxa estinti |
|  | |
|  | Neornithes (tutti gli uccelli viventi, ma anche specie estinte come il dodo)                                                        |
|  | |

|  | altri taxa estinti                                                           |
|  |                                                                              |
|  | Neornithes (tutti gli uccelli viventi, ma anche specie estinte come il dodo) |
|  |                                                                              |

In questo diagramma, il clado Neornithes è il crown group degli uccelli: esso include il più antico antenato comune di tutti gli uccelli viventi e tutti i suoi discendenti, viventi o estinti. Archaeopteryx e altri taxa estinti, sebbene siano considerati a tutti gli effetti membri del clado Aves, non sono inclusi nel crown group, in quanto non rientrano nel clado Neornithes, discendendo da un antenato precedente.

## Stem group
Il concetto di stem group è molto importante, in quanto offre un percorso filogenetico per classificare forme fossili che altrimenti non si adattano alla sistematica basata sugli organismi viventi.
Lo stem group degli uccelli (stem birds) rappresenta uno degli esempi più chiari di tale concetto, come illustrato dal seguente cladogramma:
In tale esempio il crown group è costituito da Neornithes, che comprende il più antico antenato comune di due linee ancora viventi e tutti i suoi discendenti, compresi quelli estinti come il dodo o i moa. Il raggruppamento filogeneticamente più prossimo a quello degli uccelli è quello dei Crocodilia. Risalendo a ritroso lungo l'albero filogenetico dai Neornithes, sino al punto in cui la loro linea evolutiva diverge da quella dei Crocodilia, tutti i rami collaterali dell'albero appartengono allo stem group; questo comprende pertanto forme primitive di uccelli come Archaeopteryx (o come Hesperornis e Confuciusornis) ma anche Dinosauria e Pterosauria. 
L'ultimo antenato comune di uccelli e coccodrilli - il primo Archosauria - non era né uccello né coccodrillo e non possedeva nessuna delle caratteristiche uniche di entrambi i raggruppamenti. Man mano che lo stem group si evolveva, apparivano caratteristiche distintive degli uccelli come piume e ossa cave. Alla fine, alla base del crown group, erano presenti tutti i tratti comuni agli uccelli esistenti.

## Total group
Un total group o pan-group comprende tutti i discendenti, viventi ed estinti, dell'ultimo antenato comune. Include sia il crown group sia tutti gli organismi correlati più a esso che a ogni altro organismo esistente. 
Per restare all'esempio dei paragrafi precedenti, il raggruppamento Pan-Aves, che nel cladogramma esemplificativo coincide con il clade Avemetatarsalia, contiene tutti gli organismi, viventi o estinti, che sono più strettamente legati agli uccelli che ai coccodrilli. Esso comprende tutti i rami dell'albero filogenetico dei Neornithes risalendo a ritroso sino a prima del punto in cui la linea evolutiva si congiunge quella dei Crocodilia. Quindi, oltre a comprendere il crown group includerà anche le forme più primitive come Archaeopteryx,  ma anche Dinosauria, Pterosauria e forme intermedie come Marasuchus.

## Implicazioni paleontologiche
Collocare delle forme fossili nel giusto ordine in uno stem group consente di stabilire l'ordine di queste acquisizioni e quindi l'impostazione ecologica e funzionale dell'evoluzione delle principali caratteristiche del gruppo in questione. Il concetto di stem group offre inoltre uno strumento per integrare dati paleontologici unici in questioni relative all'evoluzione degli organismi viventi. Grazie a esso taxa fossili che in precedenza venivano considerati in raggruppamenti a sé stanti, in quanto non mostravano i caratteri diagnostici di alcun clado vivente, potevano incontrovertibilmente essere inquadrati nello stem group della forma vivente più prossima. Tali taxa fossili "ambigui" sono stati di particolare importanza nel definire le origini di raggruppamenti quali Tetrapoda e Mammalia.
L'applicazione del concetto di stem group ha influenzato in maniera importante la interpretazione degli enigmatici organismi dei giacimenti fossiliferi dell'argillite di Burgess. La loro classificazione in stem group di phyla esistenti, piuttosto che in phyla a sé stanti, ha reso, secondo alcuni, più facile comprendere l'esplosione cambriana senza invocare meccanismi evolutivi insoliti. Per fare un esempio, alcune delle forme più enigmatiche della fauna di Burgess, i generi Opabinia e Anomalocaris, hanno alcune, ma non tutte, le caratteristiche associate con gli artropodi viventi, il che aveva portato a classificarli in phyla a sé stanti, di incerta collocazione filogenetica; l'applicazione del concetto di stem group ha consentito di classificare queste forme come stem arthropoda. Analogamente, il genere Ottoia ha molte caratteristiche in comune con i priapulidi viventi, ma analisi filogenetiche indicano che esso si colloca al di fuori del crown group dei Priapulidi, il che lo definisce come uno stem Priapulida.